# Akane Fujita
Akane Fujita (藤田 茜, Fujita Akane, born January 26, 1993) é uma dubladora japonesa da província de Shizuoka. Ela é afiliada à Ken Production. Depois de passar por um teste em 2011, ela fez sua estréia como atriz de voz em 2012, e ela desempenhou seu primeiro papel principal em 2016. Ela é conhecida por seus papéis como Sagiri Izumi em Eromanga Sensei e Sistine Fibel em Akashic Records of Bastard Magic Instructor.

## Vida e Carreira
Fujita se interessou por dublagem pelo menos desde seus anos de colégio, já que ela assistia anime regularmente, e ela tinha amigos que eram fãs de anime e dubladores. Segundo ela, uma das razões pelas quais decidiu se tornar dubladora foi porque "queria fazer algo que fosse divertido".  Durante seus anos de colégio, ela fez parte do clube de transmissão de sua escola. Como aluna do terceiro ano, ela participou de uma competição nacional de transmissão patrocinada pela NHK . Em 2011, ela decidiu participar de um teste organizado pela agência Ken Production. Ela passou no teste e seguiu os estudos em uma escola de dublagem, ao mesmo tempo em que cursava a universidade.
Fujita fez sua estréia como dubladora em 2012, dublando o personagem Yuri no videogame Generation of Chaos: Pandora's Reflection . Ela então interpretou uma série de papéis coadjuvantes em séries de anime como Aikatsu!, Chihayafuru, Magical Warfare e Pokémon XY e Z. Em 2015, ela foi escalada como Yukari Mizumoto em The Idolmaster Cinderella Girls e Megumi Uda em High School Fleet . Ela também foi escalada como a personagem Sagiri Izumi em uma adaptação dramática de rádio online da série de novelas leves Eromanga Sensei .
Em 2017, Fujita reprisou o papel de Sagiri na adaptação da série de anime para televisão de Eromanga Sensei . Ela também cantou a música "Natsuiro Koi Hanabi" (夏色恋花火) , que foi usada como tema de encerramento do oitavo episódio da série. Nesse mesmo ano, ela foi escalada como a personagem Sistine Fibel na série de anime Akashic Records of Bastard Magic Instructor; ela e as co-estrelas Yume Miyamoto e Ari Ozawa apresentaram o tema de encerramento da série "Precious You". Ela também desempenhou os papéis de Leviathan na série de anime Seven Mortal Sins e Kaiko Mikuniyama na série de anime A Sister's All You Need . Ela cantou a música "Levi no Recipe" (レヴィのレシピ, Revi no Reshipi) , que foi usada como uma música inserida no segundo episódio de Seven Mortal Sins, e a música "Innocent Lovely" (イノセント・ラブリー) , que foi usado como tema de encerramento do nono episódio de A Sister's All You Need .

## Funções de voz

### Anime para TV
- Aikatsu! (2012–2016), Akane Mimori, Shizuka Kisaki, Minami Hateruma[4]
- Chihayafuru 2 (2013), Napa Payakaroon, estudante
- Heroes: Legend of the Battle Disks (2013), Sophie
- Magical Warfare (2014), Ida Futaba
- Death Parade (2015), Sae
- Pokémon XY e Z (2015), Bara
- The Idolmaster Cinderella Girls (2015), Yukari Mizumoto[13]
- Frota de ensino médio (2016), Megumi Uda / Megu-chan[5]
- Mahou Shoujo Nante Mouiidesukara (2016), Yuzuka Hanami[14]
- Orange (2016), Kakeru Naruse (jovem), criança, aluna
- Instrutor Akashic Records of Bastard Magic (2017), Sistine Fibel[15]
- Eromanga Sensei (2017), Sagiri Izumi[6]
- Seven Mortal Sins (2017), Envy Demon Lord Leviathan[9]
- A Sister's All You Need (2017), Kaiko Mikuniyama[10]
- Solte o Spyce (2018), Fū Sagami[16]
- Inazuma Eleven: Ares no Tenbin (2018), Tsukushi Ootani
- W'z (2019), Haruka[17]
- Mini Toji (2019), Kiyoka Musumi[18]
- A Certain Scientific Accelerator (2019), Leader[19]
- A Certain Scientific Railgun T (2020), Leader[20]
- Iwa-Kakeru! Escaladoras esportivas (2020), Akane Uchimura[21]
- Seirei Gensouki: Spirit Chronicles (TBA), Celia Claire[22]

### Jogos
- Construtores Dragon Quest 2 (2018), Heroína
- Generation of Chaos: Pandora's Reflection (2012), Yuri[23]
- Tokyo 7th Sisters (2014), Rena Araki[4]
- Granblue Fantasy (2014), Renie
- The Idolmaster Cinderella Girls (2015), Yukari Mizumoto
- The Idolmaster Cinderella Girls Starlight Stage (2015), Yukari Mizumoto
- Aikatsu! Foto no palco (2016), Minami Hateruma
- Infinite Stratos: Archetype Breaker (2017), Fanil Comet[24]
- Arknights (2019), Bibeak, Shamare
- Impacto de Genshin (2020), sacarose[25]
- Azur Lane (2019), USS Shangri-La

### Dublagem
- Pessoas lugares coisas, Clio[26]